# Aire urbaine de Moulins
 (octobre 2024).
Si vous disposez d'ouvrages ou d'articles de référence ou si vous connaissez des sites web de qualité traitant du thème abordé ici, merci de compléter l'article en donnant les références utiles à sa vérifiabilité et en les liant à la section « Notes et références ».
 (octobre 2024).
L'aire urbaine de Moulins est une aire urbaine française centrée sur l'unité urbaine de Moulins. Composée de 39 communes situées dans l'Allier et la Nièvre, elle comptait 61 863 habitants en 2013.

## Caractéristiques en 1999
D'après la définition qu'en donne l'INSEE, l'aire urbaine de Moulins est composée de 31 communes, situées dans l'Allier. Ses 61 448 habitants font d'elle la 130e aire urbaine de France.
4 communes de l'aire urbaine sont des pôles urbains.
Le tableau suivant détaille la répartition de l'aire urbaine sur le département (les pourcentages s'entendent en proportion du département) :
| Département | Communes | Communes (%) | Superficie (km2) | Superficie (%) | Population (2011) | Population (%) |
| ----------- | -------- | ------------ | ---------------- | -------------- | ----------------- | -------------- |
| Allier      | 31       | 9,7          | 898,35           | 12,2           | 61 448            | 17,9           |